# Svenska föreningen för textilkonservering
Svenska föreningen för textilkonservering, SFT, bildades 1967. Föreningen syftar till att stärka samarbetet mellan textilkonservatorer samt främja utbildning och vidareutbildning av desamma. Föreningen har omkring 70 medlemmar över hela landet samt i några grannländer. 
I föreningens regi genomförs bland annat föredrag och studieresor. Några gånger om året utkommer ett nyhetsbrev. 
År 2000 gav SFT ut boken Textilskatter i svenska museer : Konservatorer berättar, redaktör Irma Wallenborg. År 2012 kom en ny bok " Textilkonservering, Att vårda ett kulturarv".